# Karen Frifelt
Karen Frifelt (født 15. september 1925; død 6. december 2012) var en dansk arkæolog og bibliotekar. Frifelt var en pioner inden for arkæologi i den Arabiske Golf. I 1959 var hun den første kvinde, der deltog i Peter Globs arkæologiske ekspedition til Bahrain. Senere ledede hun ekspeditionens feltarbejde i Abu Dhabi fra 1966, hvilket gjorde Frifelt til den første kvindelige arkæolog, der arbejdede i det fremtidige Forenede Arabiske Emirater. Det var bemærkelsesværdigt i 1972, da Frifelt blev den første arkæolog, der ledede en ekspedition ind i Sultanatet i Oman.
I Abu Dhabi var hun i årevis ansvarlig for Moesgaard Museums udgravninger af Hili, der senere blev udnævnt som UNESCO verdensarvsted . Under et møde mellem Frifelt og herskeren og grundlæggeren af De Forenede Arabiske Emirater udtrykte Sheikh Zayed al Nahyan beundring for Frifelts mod. Zayed roste at Frifelt som kvinde havde forladt sit eget land for at rejse til et ukendt og fjernt sted som Abu Dhabi for at udforske dets forhistorie. Zayed fortalte Karen, at han ville ønske, at kvinder i hans nation en dag ville gøre det samme.
Under 1972-ekspeditionen i Oman ledet af Frifelt blev de arkæologiske landskaber i Bat erkendt. Disse endte også på UNESCO verdensarvsliste. Frifelt undersøgte og udgravede i Oman i årene 1972-1978, 1985-1986 og 1989.
I 2004 udgav Soren Blau fra University of Adelaide i Australien en biografisk artikel i Arabian Archaeology and Epigraphy, der fremhævede Karen Frifelts og hendes legendariske kvindelige kollega Beatrice de Cardis banebrydende arbejde.

## Karriere
Frifelt var datter af den danske forfatter Salomon Jensen Frifelt og kusine til Bertel Haarder. Hun er født i Ølgod i Vestjylland, og boede i mange år nær Moesgaard Museum i Aarhus-forstaden Højbjerg. Frifelt giftede sig aldrig og fik ikke børn.
Som gymnasielev i Tarm i 1942 vandt Frifelt en skrivekonkurrence af J.H. Schultz forlag blandt 36.000 andre elever med et historisk essay. I 1944 blev hun indskrevet på Aarhus Universitet. Før 1959 rejste Frifelt til Jugoslavien og Tyrkiet for at besøge igangværende udgravninger. Hun tilbragte fire sæsoner med arkæologisk feltarbejde i Anatolien, hvor hun besøgte og arbejdede på udgravningssteder fra den hittitiske periode.
Frifelt gennemførte ligeledes et ophold på FN-biblioteket i New York, og rejste til Mexico for at studere oldtidens kulturer. Hun blev færdig som mag.art. i 1961. I 1965 oversatte Frifelt  Sir Mortimer Wheelers bog fra 1959 Early India and Pakistan: To Ashoka til dansk.
I 1970'erne ledede Frifelt nye udgravninger i De Forenede Arabiske Emirater. På udgravningerne deltog bl.a. daværende studerende Jens Vellev. I 1970 bidrog hun til Abu Dhabis pavillon ved verdensudstillingen i Osaka, Japan. I Abu Dhabis pavillon var der udstillet en præsentation af den danske arkæologiske ekspeditions nylige opdagelser fra Umm an-Nar-øen og Al Ain-oasen. Ved den lejlighed overrakte emiratet Frifelt guldnålen og medaljen - Progress and Harmony for Mankind - "Speed of Progress" for hendes bidrag. Senere i livet blev Frifelt ansat på Moesgaard Museums Orientalske Afdeling og på Det Kongelige Bibliotek - Aarhus . I løbet af sin tid i den orientalske afdeling udgav hun adskillige videnskabelige artikler og bøger, herunder to bind om UNESCOs verdensarvssted ved Umm an-Nar-øens udgravninger i Abu Dhabi, og en bog om islamiske fortidsminder i Bahrain . I årevis arbejdede Frifelt tæt sammen med TG Bibby med at organisere optegnelser og fund fra Moesgaard Museum og Aarhus Universitets Ekspeditioner i Den Arabiske Golf.

## Publikationer
- Karen Frifelt (1971). "Jemdat Nasr Fund fra Oman". Kuml 1970, S. 355‑383. https://tidsskrift.dk/kuml/article/view/105437
- Karen Frifelt (1974). "Murwab". Upubliceret rapport i Moesgaard Museums arkiver, S. 1-3.
- Karen Frifelt (1975) "On Prehistoric Settlement and Chronology of the Oman Peninsula". EAST AND WEST, New Series Vol. 25. Nos. 3‑4. IsMEO, Rome, S. 359‑424.
- Karen Frifelt (1975). "A possible Link between the Jemdet Nasr and the Umm an-Nar Graves of Oman". Journal of Oman Studies 1, S. 57‑80.
- Karen Frifelt (1975). "Archäologische Forschungen am Persischen Golf". Antike Welt. Zeitschrift für Archäologie und Urgeschichte no. 2, S. 15‑24.
- Karen Frifelt (1979). "The Umm an-Nar and Jemdet Nasr of Oman and their Relations abroad". South Asian Archaeology 1975, Leiden S. 43‑57.
- Karen Frifelt (1980). "Jemdet Nasr Graves” on the Oman Peninsula. Mesopotamia: Copenhagen Studies in Assyriology 8, S. 273‑279.
- Karen Frifelt (1985). "Further Evidence of the Third Millennium BC Town at Bat in Oman". Journal of Oman Studies 7, S. 89‑104.
- Karen Frifelt (1991). "The Island of Umm an-Nar, vol. 1. Third Millennium Graves". Jutland Archaeological Society Publications 26 (1), Aarhus. ISBN 8772885610
- Karen Frifelt (1995). "The Island of Umm an-Nar, vol. 2. The Third Millennium Settlement". Jutland Archaeological Society Publications 26 (2), Aarhus. ISBN 8772885777
- Karen Frifelt (2001). Islamic Remains in Bahrain. Jutland Archaeological Society Publications vol. 37. Højbjerg. ISBN 8788415104
- Karen Frifelt (2002). "Did the Umm an-Nar Graves Originate in Oman?" Essays on the Late Prehistory of the Arabian Peninsula. Ed. Is. I. A. O. Serie Orientale Roma, vol. XCIII S. 317‑335.